# Legado de Pedro II do Brasil

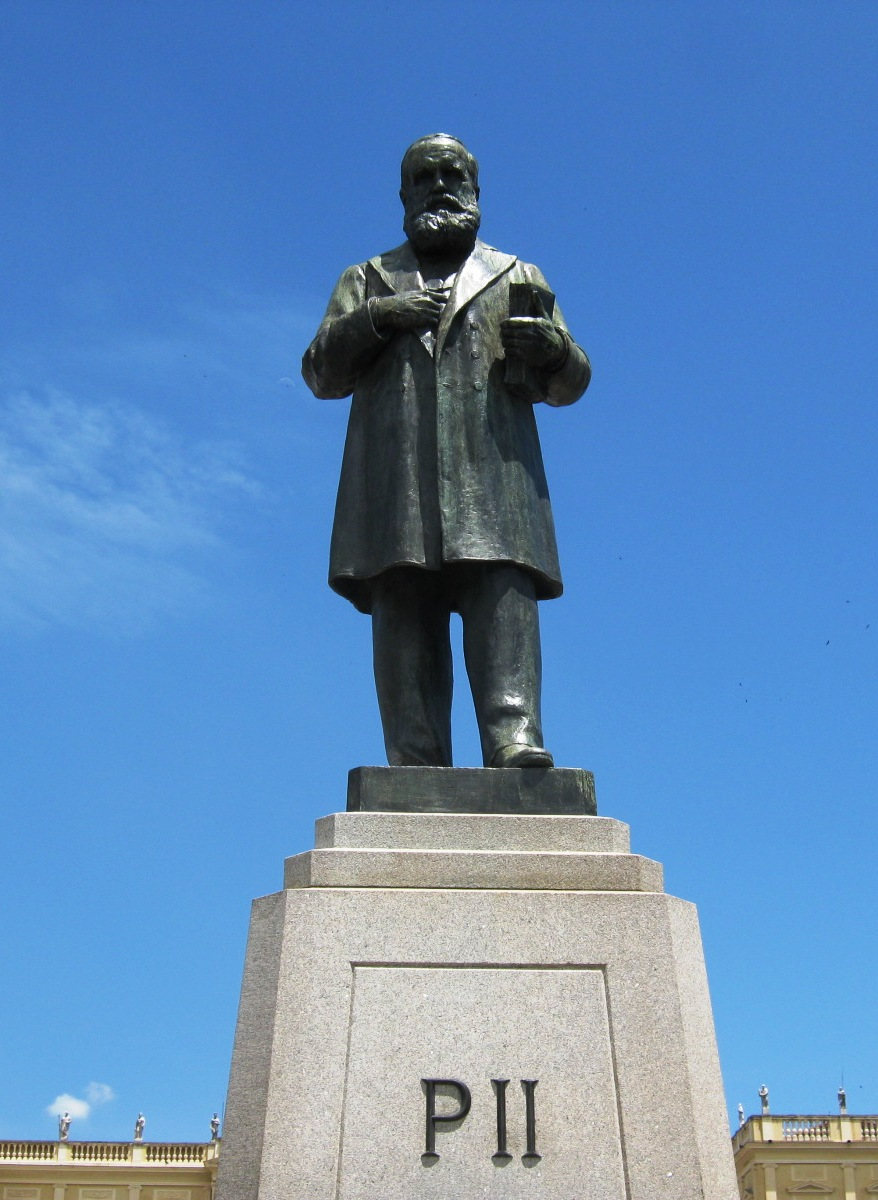
Estátua de Pedro em frente do Paço de São Cristóvão no Rio de Janeiro.

O legado de Pedro II do Brasil começou a ficar aparente logo depois de sua morte em 1891. Pedro foi o segundo e último monarca do Império do Brasil, cujo reinado de 58 anos de duração entre 1831 e 1889 representou uma época de grande prosperidade e progresso para o país. Apesar de suas realizações, ele foi deposto em um golpe de estado organizado por republicanos insatisfeitos com o regime imperial, a despeito da inexistência, na época, de desejo por parte da população brasileira de alterar a forma de governo.

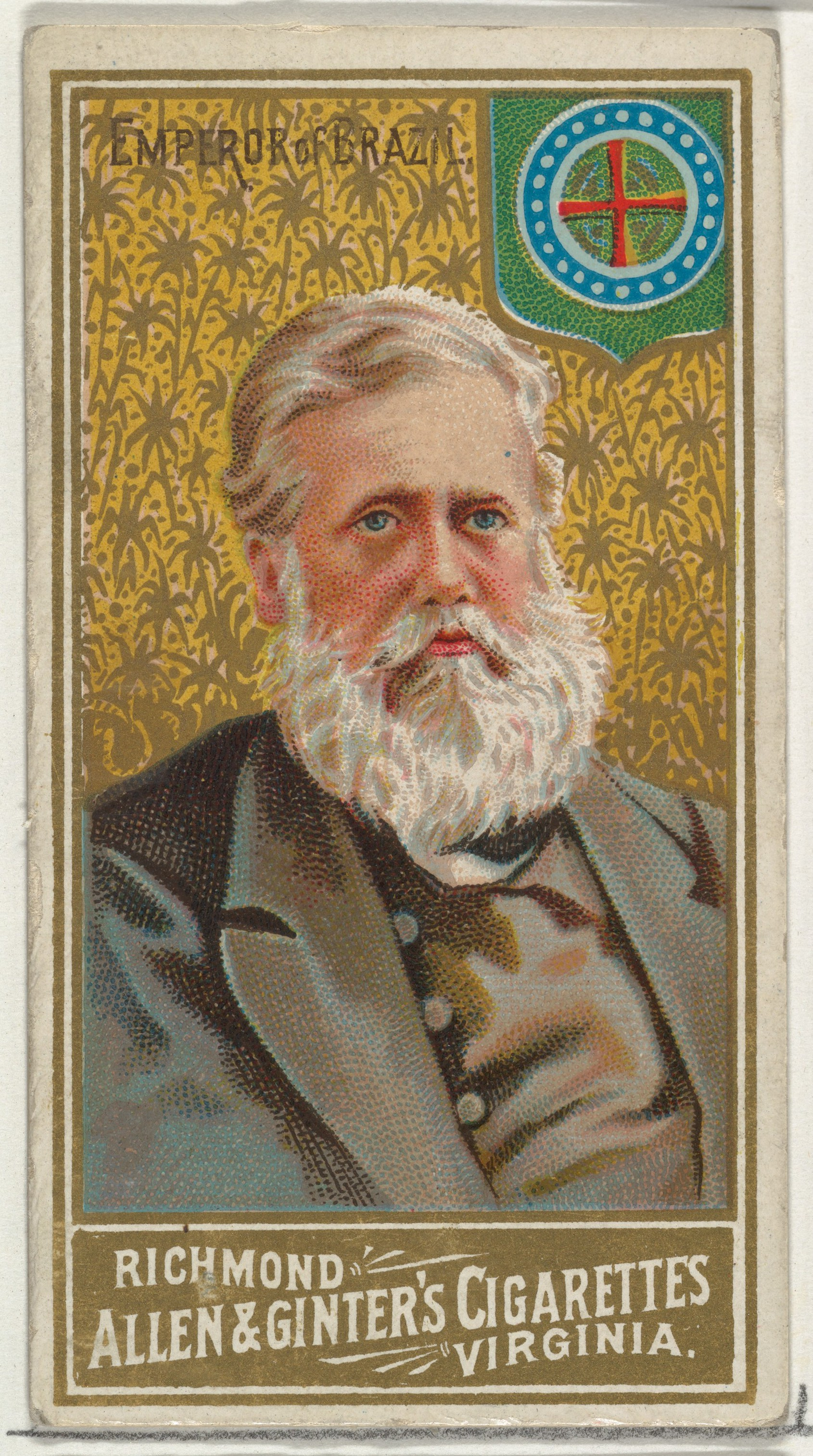
Retratado, nos Estados Unidos em 1889, pela marca comercial Allen & Ginter.

Sua popularidade entre os cidadãos nunca desapareceu e o apoio destes continuou a ser evidente, mesmo nas vésperas de sua deposição e durante seu período de exílio. Pedro era visto como herói, um modelo de cidadão, um monarca carinhoso e a fonte da unidade e bem-estar nacional. Disputas políticas após sua morte impediram que seus restos voltassem para o Brasil, com os esforços para repatriar seu corpo e o de sua esposa, a imperatriz Teresa Cristina das Duas Sicílias, arrastando-se por décadas. As disputas foram resolvidas no final da década de 1910 e os dois voltaram para o país em 1921 em meio a grandes celebrações. Pedro cresceu gradualmente dentro do Brasil ao longo das décadas para vir a representar o arquetípico governante benevolente, modesto e eficiente que se preocupava apenas com o bem-estar de seu país.
Além da prosperidade e modernização que Pedro deixou ao Brasil, também houve um legado de valores políticos e pessoais. Muitas de suas reformas e realizações tornaram-se tão arraigadas na consciência nacional que acabaram sendo acomodadas e adotadas pelos regimes republicanos que se sucederam. Estas formaram a fundação dos ideais democráticos brasileiros. Historiadores amplamente concordam que o reinado de Pedro foi excepcionalmente construtivo e progressista, não apenas benigno. Ele também tem sido consistentemente considerado por acadêmicos como o maior brasileiro da história.

## Reações à sua morte
A monarquia brasileira caiu no momento em que havia alcançado o ponto alto de sua popularidade entre o povo, em parte por causa da abolição da escravidão em 13 de maio de 1888. Os brasileiros ficaram indiferentes com os novos heróis impostos pelo novo governo republicano, como por exemplo Tiradentes, e ainda permaneciam apegados ao imperador Pedro II quem eles consideravam um herói. Ele continuou sendo visto como um símbolo nacional, a personificação do Pai do Povo. Essa visão era ainda mais forte dentre aqueles de descendência africana, que equiparavam a monarquia com sua liberdade. Os afro-brasileiros demonstravam sua lealdade com Pedro de maneiras sutis, como por exemplo tatuando a imagem da Coroa Imperial em seus corpos.

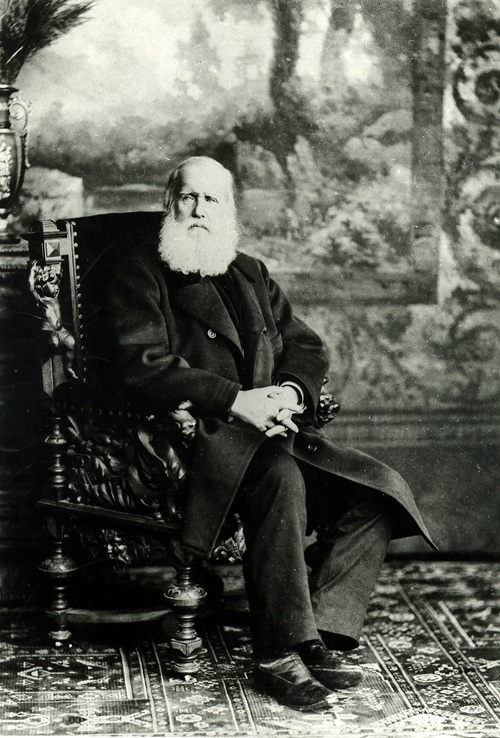
Pedro em Cannes durante seu exílio, 11 de março de 1890.

Os anos que se seguiram à deposição da monarquia testemunharam em várias cidades pelo Brasil a propagação de músicas contendo letras que refletiam os sentimentos favoráveis ao imperador. Exemplos incluem: "Sai d. Pedro Segundo/Para o reino de Lisboa./Acabou-se a monarquia/O Brasil ficou à toa." e também "A mãe do Deodoro disse:/'Este filho já foi meu;/Agora tá amaldiçoado/De minha parte e de Deus'". O historiador brasileiro Ricardo Henrique Salles argumentou que dentre os "grandes – e poucos – nomes em nossa história que mantém um lugar na imaginação popular, está certamente a figura de Dom Pedro II". O fenômeno do contínuo apoio ao monarca deposto é amplamente creditado à crença geralmente arraigada de que Pedro era um "governante sábio, benevolente, austero e honesto". A visão positiva do imperador e a nostalgia de seu reinado cresceram ainda mais quando o Brasil rapidamente entrou em uma série de crises econômicas e políticas que a população creditou à derrubada do imperador. Ele nunca deixou de ser um herói popular e gradualmente tornaria-se mais uma vez um herói oficial.
Sentimentos surpreendentes de culpa foram manifestados entre os republicanos e eles tornaram-se cada vez mais evidentes com a morte de Pedro durante seu exílio na França em dezembro de 1891. A chegada no Brasil da notícia sobre a morte do imperador "despertou um genuíno sentimento de pesar entre aqueles que, embora não simpatizantes da restauração da monarquia, reconheciam tanto os méritos quanto as realizações de seu finado governante". A derrubada da monarquia ainda estava fresca na lembrança dos brasileiros, a qual se adicionou um sentimento de remorso sobre aquilo que era visto como um exílio injusto seguido por um fim solitário. Alguns republicanos "reconsideravam o longo banimento e ponderavam sobre a severidade da atitude". Até mesmo eles achavam que Pedro merecia um fim melhor, com a nostalgia espalhando-se enquanto esses "começavam a ver na época Imperial um tempo feliz, uma era de ouro, perdida para sempre". Os novos governos começaram a exergar o Império do Brasil com mais tolerância e suas realizações consideráveis foram abertamente reconhecidas. Estava aparecendo "um sentimento de que uma vez houve uma época em que o Brasil era mais respeitável, mais honesto e mais poderoso".
Uma predileção ímpar surgiu em vários políticos republicanos, incluindo aqueles "de alta posição", para "elogiar D. Pedro II e a monarquia". Eles não queriam a restauração, porém acreditavam que a república brasileira poderia aprender com o regime caído. Dessa forma Pedro "se tornava, paradoxalmente, um modelo dos ideais republicanos". Para esses "republicanos, d. Pedro aparecia como o melhor deles; para os monarquistas o elogio era, claro, outro [que o imperador era o melhor dos monarquistas]".
Apelos pela repatriação de seu corpo aumentaram com o passar do tempo depois da morte do imperador. O periódico republicano A Cidade do Rio afirmou que o "Brasil é tão largo que não se pode invejar alguns pés escassos de terra para ele" e exigiu: "Tragam-no de volta". A  Gazeta da Tarde disse que Pedro merecia um funeral oficial em seu próprio país. Afonso Celso de Assis Figueiredo Júnior escreveu em 1895 no Comércio de São Paulo que "o corpo de D. Pedro não pode continuar a jazer em território estrangeiro". O poeta Olavo Bilac escreveu em 1906 que "A pátria reclama seu corpo e ela irá tê-lo".

## Fim do exílio

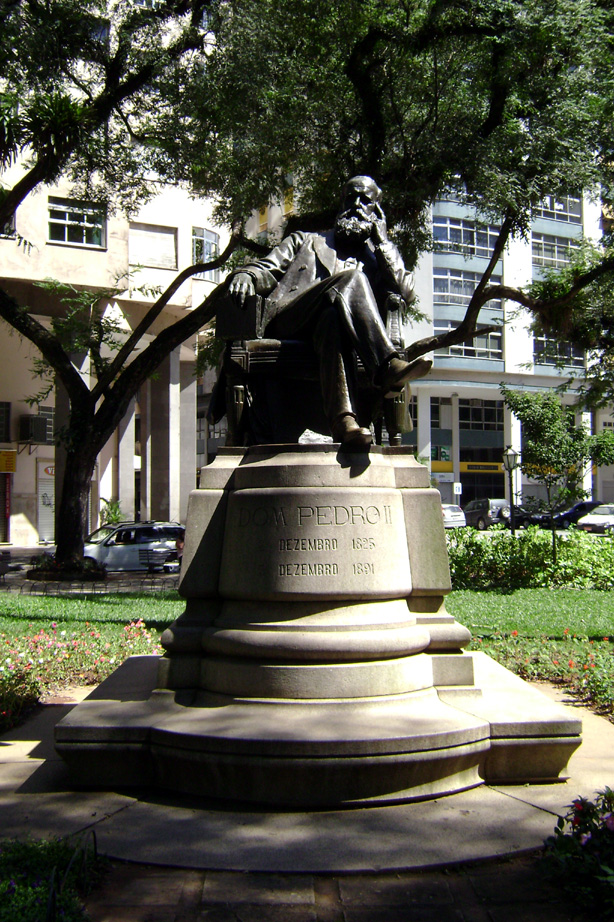
Estátua de Pedro em Petrólis, erguida em 1911.

Uma lei foi proposta em 1906 na Câmara dos Deputados para autorizar a transferência dos corpos de Pedro e sua esposa Teresa Cristina das Duas Sicílias de volta ao Brasil. Apesar dela ter recebido o apoio de antigos republicanos, a proposta foi arquivada devido à pré-condição imposta por Isabel, Princesa Imperial e herdeira do imperador, que isso só fosse permitido caso o banimento de toda a família imperial também fosse revogado. A inauguração de uma estátua de Pedro em Petrópolis no dia 5 de fevereiro de 1911 teve a presença de mais de 1500 pessoas, incluindo membros do governo federal. Várias estátuas do monarca foram erguidas pelo país nos anos seguintes. Na mesma época foi publicado um manifesto escrito por Lafayette Rodrigues Pereira, João Alfredo Correia de Oliveira e Afonso Celso de Assis Figueiredo, Visconde de Ouro Preto, todos ex-Presidentes do Conselho de Ministros do império, que declaravam: "dado o amor que os Brasileiros tem por seus soberanos, nós concordamos no retorno dos restos veneráveis de volta de São Vicente de Fora [localização do Panteão da Dinastia de Bragança em Portugal, onde Pedro e Teresa Cristina foram originalmente enterrados]".
Um novo projeto de lei que revogava o banimento de toda a família imperial foi debatido na câmara em 1913. O deputado republicano Irineu Machado alegou que "objeções fúteis" estavam sendo levantadas para negar "justiça para a memória do imperador". Outro deputado, Martim Francisco Ribeiro de Andrada, afirmou que "D. Pedro II partiu pobre, deixando o país rico; é uma injustiça que aqueles que são ricos e deixam o país empobrecido sejam contra". O deputado Pedro Moacir acreditava que o retorno dos restos representaria "a gratitude perpétua da posteridade para o mais clemente, o mais tolerante de todos os monarcas de seu tempo". Maurício Paiva de Lacerda disse que "agora os traços de seu legado político – honestidade – estão desaparecendo". Entretanto, a proposta foi rejeitada no Senado pela intervenção do caudilho e republicano radical José Gomes Pinheiro Machado. O discurso mais famoso em homenagem a Pedro foi realizado em 1914 pelo senador Rui Barbosa, o último líder ainda vivo do golpe de 1889 e justamente a pessoa que ordenou seu banimento:
| “ | A falta de justiça, Srs. Senadores, é o grande mal da nossa terra, o mal dos males, a origem de todas as nossas infelicidades, a fonte de todo nosso descrédito, é a miséria suprema desta pobre nação. [...] De tanto ver triunfar as nulidades, de tanto ver prosperar a desonra, de tanto ver crescer a injustiça, de tanto ver agigantarem-se os poderes nas mãos dos maus, o homem chega a desanimar da virtude, a rir-se da honra, a ter vergonha de ser honesto. Essa foi a obra da República nos últimos anos. No outro regime [a Monarquia], o homem que tinha certa nódoa em sua vida era um homem perdido para todo o sempre, as carreiras políticas lhe estavam fechadas. Havia uma sentinela vigilante [Pedro II], de cuja severidade todos se temiam e que, acesa no alto, guardava a redondeza, como um farol que não se apaga, em proveito da honra, da justiça e da moralidade. | ” |

A campanha finalmente alcançou o presidente Venceslau Brás em 1916, que concordou com o retorno dos corpos e a revogação do banimento, porém decidiu esperar pelo fim da Primeira Guerra Mundial para aprovar oficialmente o ato. Seu sucessor Epitácio Pessoa assinou a lei em 3 de setembro de 1920 usando uma pena dourada feita pela Associação Brasileira de Imprensa, encerrando o banimento da família imperial e permitindo a repatriação de Pedro e Teresa Cristina. Barbosa afirmou que "aqueles que criaram a república federal não tem reivindicações contra as cinzas do imperador, cujas virtudes eram muito maiores que suas falhas". Ele concluindo dizendo que "portanto, na galeria republicana há um lugar apropriado, e um grande, para D. Pedro II".

## Volta para casa
O navio couraçado São Paulo transportou os caixões imperiais de volta ao Brasil em janeiro de 1921. O governo republicano português deu ao imperador e a imperatriz uma exumação com dignidades condizentes com um chefe de estado, com os dois recebendo as mesmas honras ao chegarem no Brasil. O príncipe Gastão, Conde d'Eu, acompanhou os restos de seus sogros junto com seu único filho ainda vivo Pedro de Alcântara, Príncipe do Grão-Pará. Sua esposa Isabel ficou na França por estar muito idosa e doente para participar das cerimônias. Ela acabou morrendo no ano seguinte sem nunca rever seu país natal novamente. O presidente Artur Bernardes declarou um feriado nacional e o retorno de Pedro e Teresa Cristina foi celebrado por toda a nação.

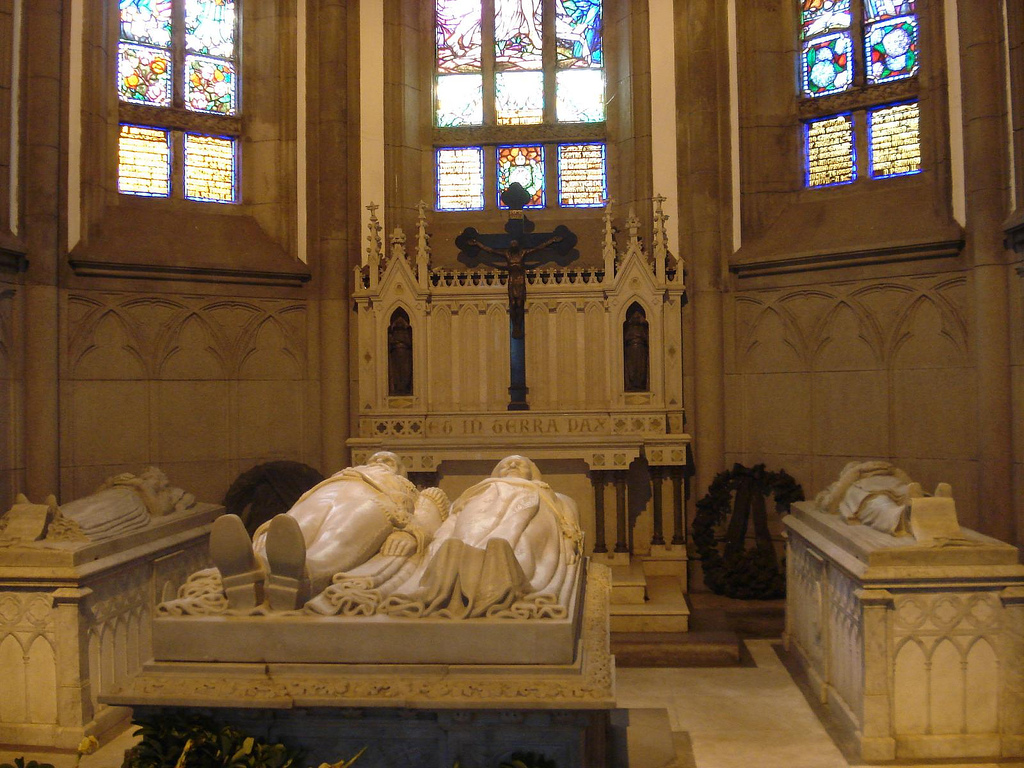
Tumbas de Pedro e Teresa Cristina na Catedral de Petrópolis. Nas pontas estão as tumbas de Isabel (esquerda) e Gastão (direita).

Comparecendo à principal cerimônia no Rio de Janeiro estava o conselheiro Antônio da Silva Prado, o último ministro do império ainda vivo, que havia viajado de São Paulo. Centenas de pessoas foram ao evento. "Os velhos choravam. Muitos ajoelhavam-se. Todos batiam palmas. Não se distinguiam mais republicanos e monárquicos. Eram todos brasileiros". Isso marcou a reconciliação da república brasileira com seu passado monárquico. Entretanto, a "recondução oficial da figura de d. Pedro como herói nacional se daria mesmo em 1922, quando se preparava uma grande festa de comemoração do centenário da Independência do Brasil", durante a qual o imperador foi amplamente aclamado.
Os brasileiros celebraram espontaneamente o centenário do próprio Pedro três anos depois. Houve uma clara "desproporção entre o entusiasmo gerado pelas festividades em torno do natalício de d. Pedro e o pouco-caso pelo aniversário da República, que completava, então, 36 anos". Bernardes reconheceu a popularidade do monarca e afirmou que ele não negaria "a justiça que se lhe deve. Ele amou o Brasil e enquanto teve forças e energia procurou servi-lo rodeando-se dos melhores elementos de época". Pedro mais uma vez tornou-se o "Pai da Pátria" ou "Pai da Nação".
Seu corpo e o de Teresa Cristina foram temporariamente deixados na Igreja de Nossa Senhora do Monte do Carmo no Rio de Janeiro até a finalização da construção da Catedral de São Pedro de Alcântara em Petrópolis. O enterro final ocorreu em 5 de dezembro de 1939, aniversário de 114 anos de Pedro, quando o presidente ditador Getúlio Vargas aproveitou a cerimônia como uma oportunidade de beneficiar sua própria popularidade (da mesma forma como Benito Mussolini havia feito com o enterro de Anita Garibaldi em 1932). Vargas dedicou a capela funerária na catedral onde os restos mortais do imperador e da imperatriz foram enterrados e onde permanecem até hoje.
Muitas das profundas transformações alcançadas durante o reinado de Pedro sobreviveriam sua deposição e também sua morte. Foram permitidos o florescimento de conceitos como um sistema político representativo e o paradigma de cidadania que tornaram-se arraigados sob o império, tanto que eles sobreviveram "nos três regimes subsequentes – a República Velha (1889–1930), a Era Vargas (1930–45) e a República Liberal (1945–64)". O conceito de uma nação-estado como imaginado por Pedro no século XIX foi até mesmo apropriado pelos militares que tomaram o poder em 1964. Apesar desse conceito ter começado a mudar na década de 1980, ele ainda permanece. No começo do século XXI, "Seu nome é amplamente empregado para evocar tanto os valores tradicionais quanto a herança nacional. Sua imagem confere respeitabilidade, dignidade e integridade a qualquer evento ou instituição que a utilize".

## Avaliação histórica

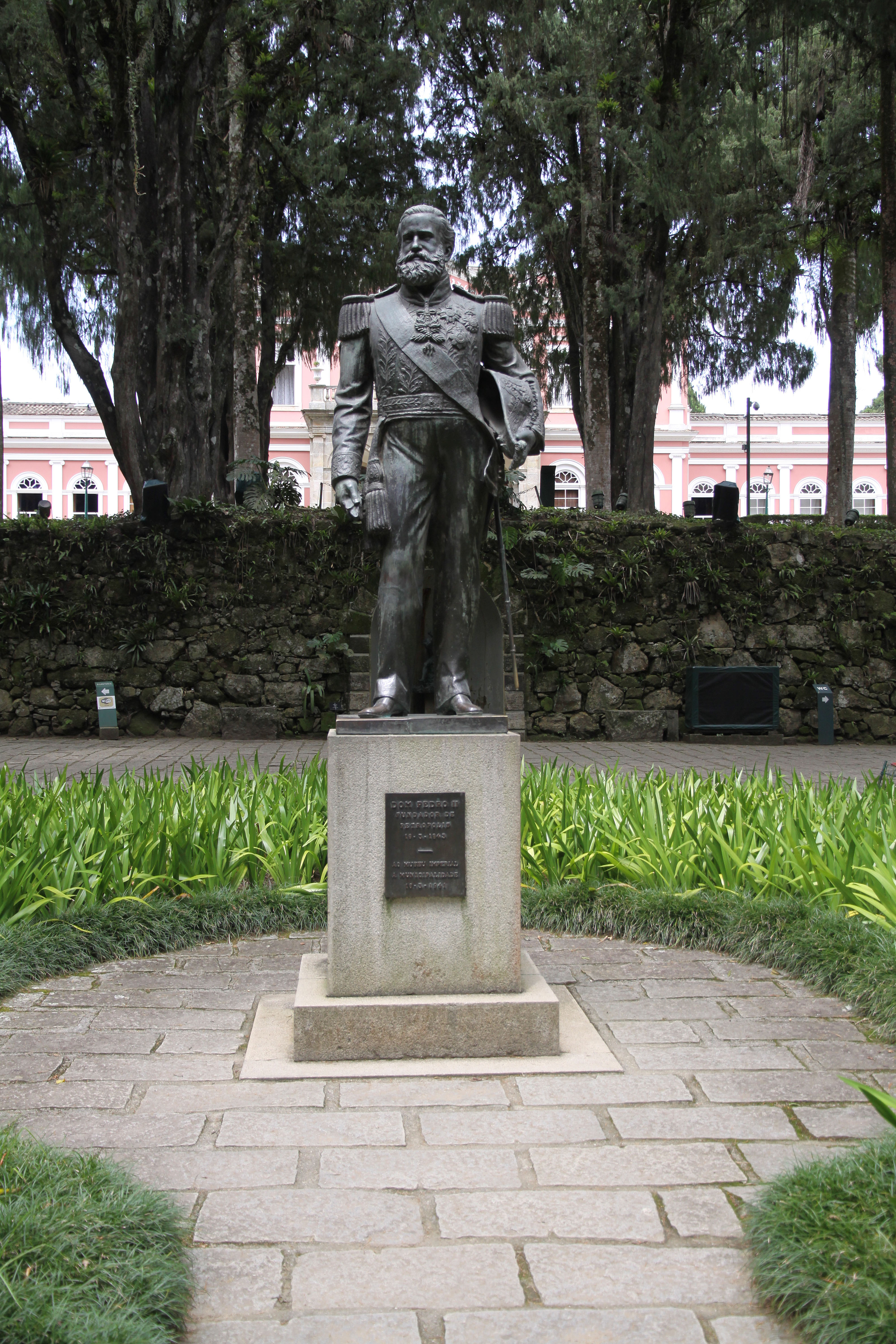
Estátua de Pedro nos jardins do Museu Imperial em Petrópolis.

Historiadores expressaram grande consideração por Pedro e seu reinado. A literatura acadêmica sobre ele é vasta e esmagadoramente positiva, chegando até mesmo a ser laudatória, exceto pelo período imediatamente após sua deposição. O imperador é geralmente considerado por historiadores no Brasil como o maior brasileiro da história. Historiadores apontam as virtudes de Pedro como exemplos a serem seguidos, de uma maneira bem similar aos métodos que foram usados pelos políticos republicanos, porém nenhum chega ao ponto de defender a restauração da monarquia. "Ademais, a maioria dos historiadores do século XX olharam de volta para o período [do reinado de Pedro] nostalgicamente, usando suas descrições do Império para criticar – as vezes sutilmente, as vezes não – os subsequentes regimes republicanos e ditatoriais do Brasil". A historiadora Lilia Moritz Schwarcz afirmou que Pedro transformou-se em um mito, dizendo que essa mitificação da figura deixou "difícil notar onde se inicia a fala mítica da memória, quando acaba o discurso político e ideológico; onde começa a história, onde fica a metáfora".
A historiadora norte-americana Dana Munro escreveu em seu estudo sobre a América Latina que Pedro "cresceu para ter uma mente séria, irrepreensível na sua vida privada e incansável no desempenho daquilo que ele considerava seu dever". Thomas Skidmore, outro historiador norte-americano que escreveu sobre a história brasileira, disse que o imperador "trouxe um talento natural para seu trabalho. Mesmo aos 14 anos de idade, ele era firme, equilibrado e discreto". Skidmore afirmou que "ele adquiriu durante seu reinado uma reputação de ser justo e objetivo, projetando uma imagem de um soberano honesto e ético que não hesitaria em disciplinar políticos que eram pegos afastando-se de seus padrões rígidos". O britânico Roderick J. Barman escreveu que Pedro "era, ao mesmo tempo, o imperador modelo e o cidadão modelo. Tanto literal quanto metaforicamente, sobrepujava seus compatriotas. As realizações de D. Pedro II no âmbito nacional e a elevada reputação que desfrutava no exterior convenceram os brasileiros de que os objetivos que ele defendia criariam um país tão poderoso e civilizado quanto a França, Grã-Bretanha e Estados Unidos".
O historiador Richard Graham elogiou as políticas nacionais afirmando que o "Brasil gozou todas as aparências de uma democracia representativa funcional. Observadores estrangeiros eram virtualmente unânimes em elogiar o sistema político que parecia tanto com os regimes burgueses da Europa. O principal foco de seu entusiasmo jazia na regularidade das eleições e na alternação dos partidos no poder. O governo observava a Constituição escrupulosamente, direitos individuais pareciam protegidos e nenhum líder militar ou outro ditador derrubou o governo eleito". Pedro Calmon afirmou que a política durante o reinado de Pedro "tornou-se próxima da britânica, e foi melhorada, criando processos que começaram a funcionar sob os olhos vigilantes do imperador", algo que permitiu "a evolução da democracia no Brasil".
José Murilo de Carvalho escreveu que a nação estava consolidada na época que Pedro foi deposto, o comércio de escravos tinha sido abolido e as fundações do sistema representativo tinham sido estabelecidas devido a eleições ininterruptas e a ampla liberdade de imprensa. Ele comentou que "pela longevidade de seu governo e as transformações que ocorreram ao longo de seu curso, nenhum outro Chefe de Estado marcou mais profundamente a história da nação". O historiador Pedro Karp Vasquez disse que o imperador conduziu "o país para um período de estabilidade e prosperidade depois de 1850. Enormemente interessado em tudo que estava relacionado com descobertas científicas, Dom Pedro II procurou modernizar a nação, em muitas instâncias antecipando iniciativas nas nações europeias". Por fim, outro biógrafo brasileiro Renato Sêneca Fleury observou que "na História do Brasil, as páginas dedicadas a Pedro II atribuem-lhe completa justiça, elevando suas grandezas morais, seu imenso patriotismo e o grande bem-estar que ele concedeu ao Brasil", e também que o imperador "tornou-se imortal no coração do povo brasileiro. Existem escolas, bibliotecas, hospitais, sociedades culturais, teatros, ruas, praças, aqui, lá e por todo o Brasil que receberam o nome de Pedro II".